# Agios Nikolaos (Chalkidiki)
Agios Nikolaos (griechisch ΄Αγιος Νικόλαος, (m. sg.)) ist eine griechische Kleinstadt etwa 120 Kilometer südöstlich von Thessaloniki auf der Halbinsel Chalkidiki in der Region Zentralmakedonien. Agios Nikolaos bildet mitsamt seinem ganzen Gebiet einen Stadtbezirk in der Gemeinde (Dimos) Sithonia, die 2011 um die Nachbargemeinde Toroni erweitert wurde.

## Geographie

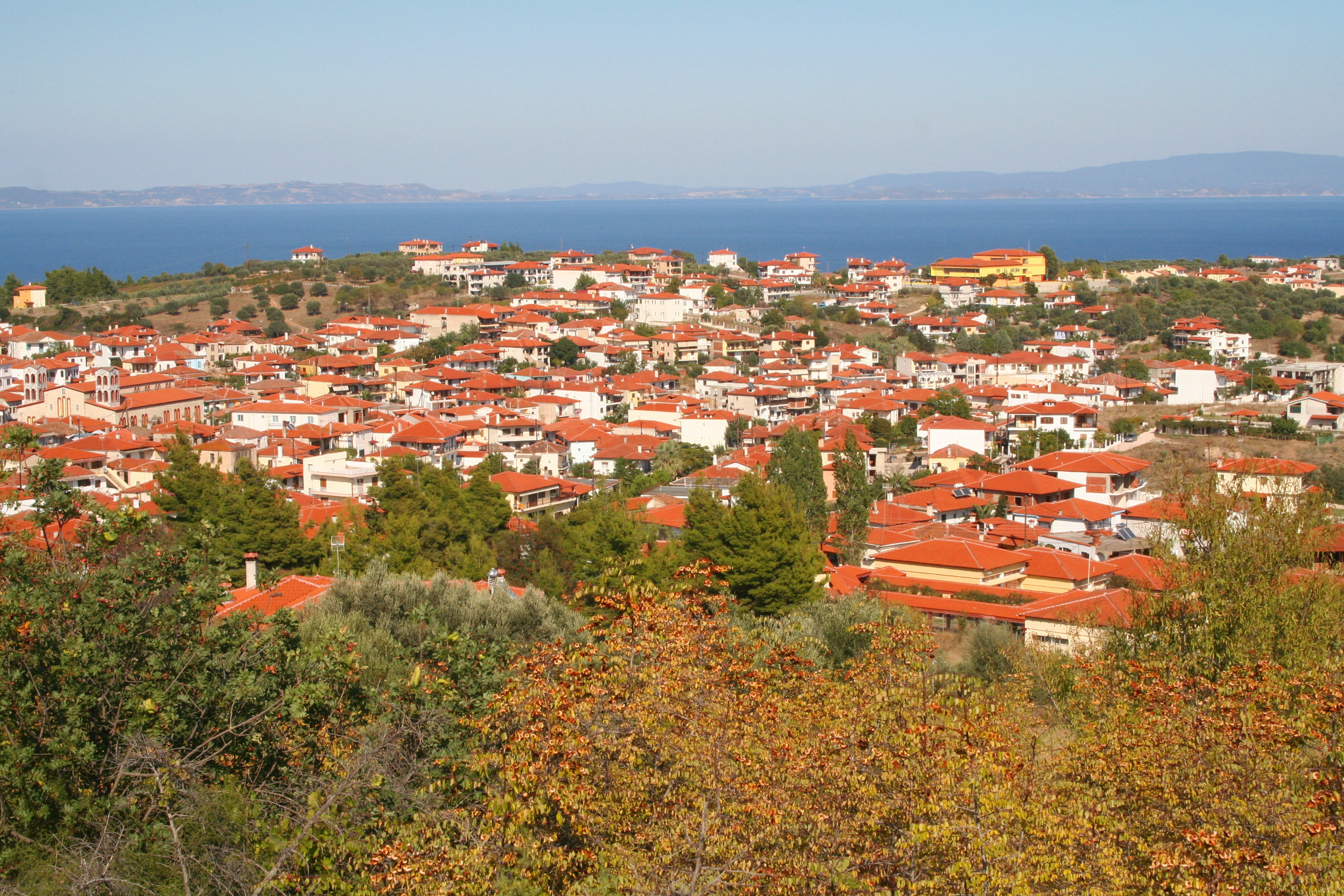
Agios Nikolaos – Blick von Südwest nach Nordost

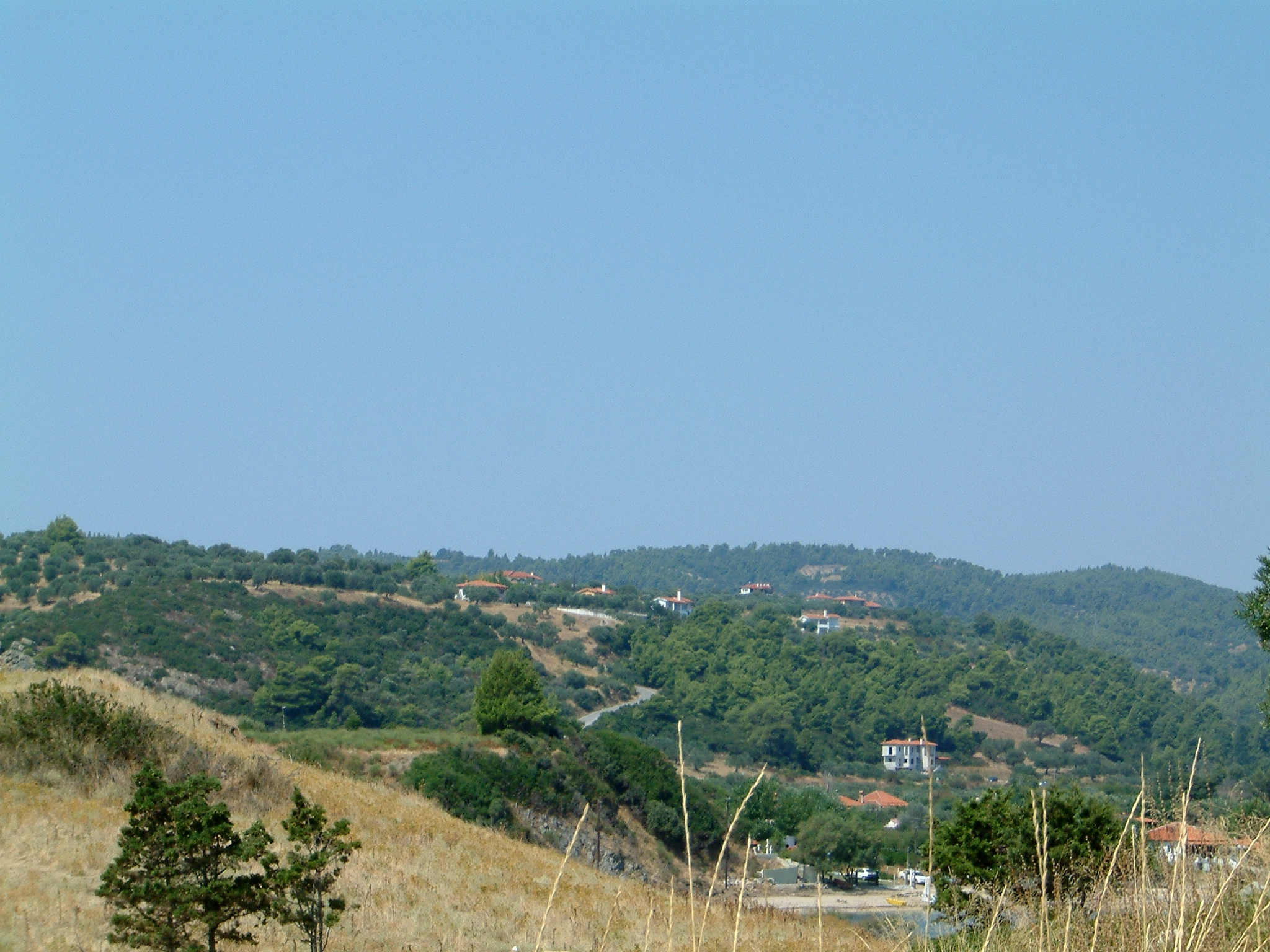
Ansicht der südöstlichen Seite von Agios Nikolaos. Das Dorf befindet sich auf einem Hügelplateau.

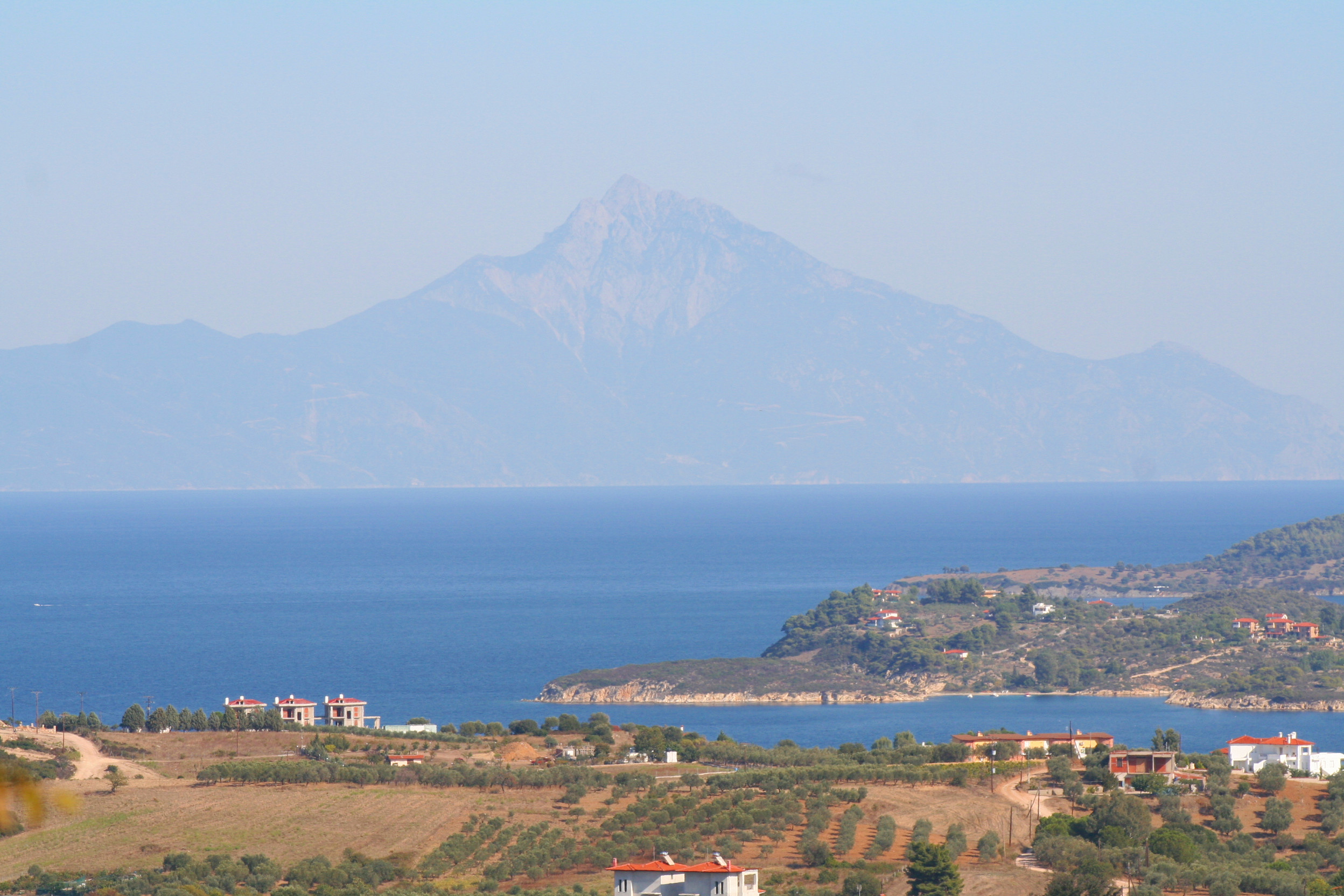
Blick auf Ormos Panagias (Vordergrund, teilweise verdeckt) und den Berg Athos

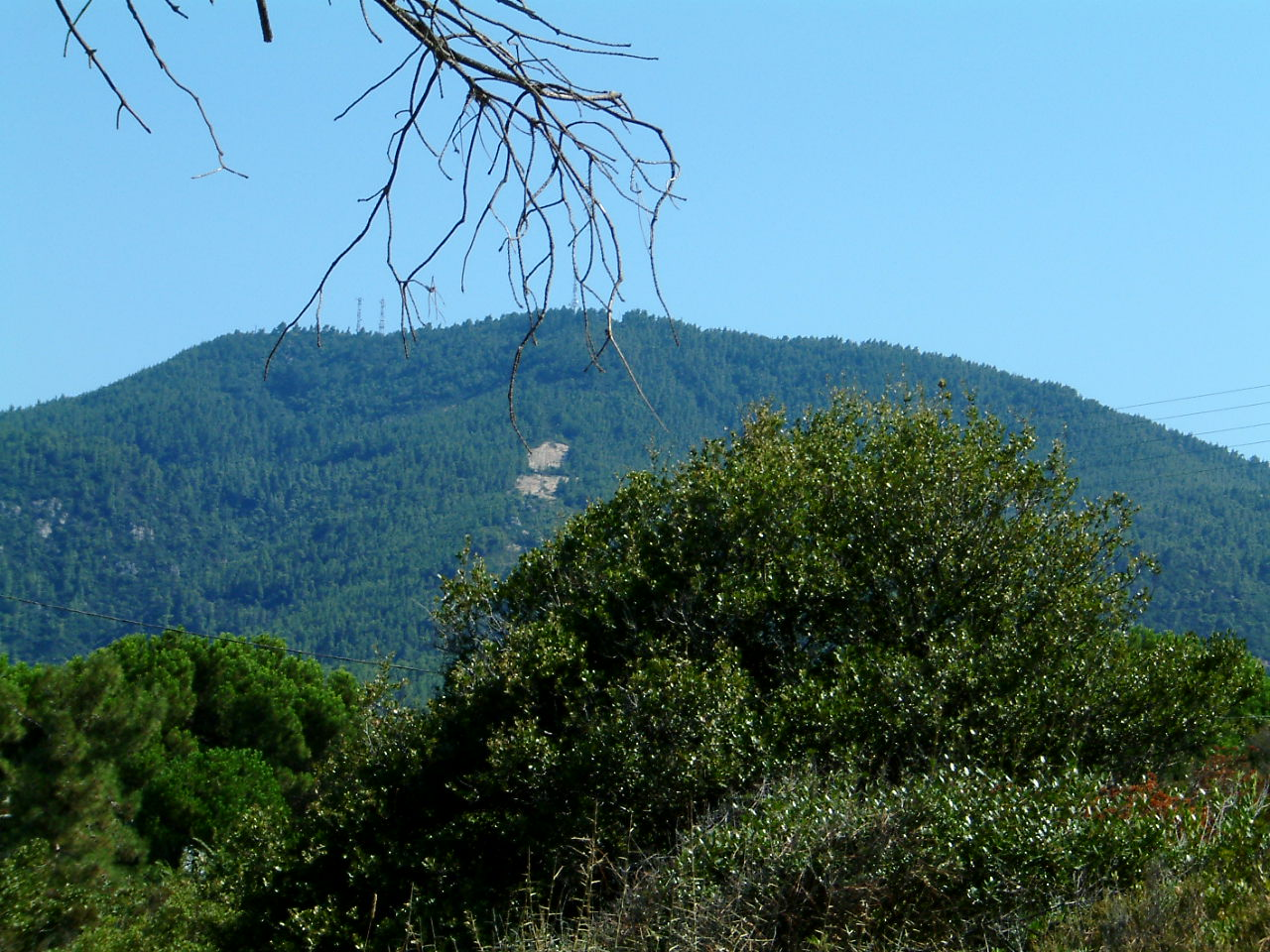
Berg Karvounas, Vourvourou, Chalkidiki. Höhe 546 m

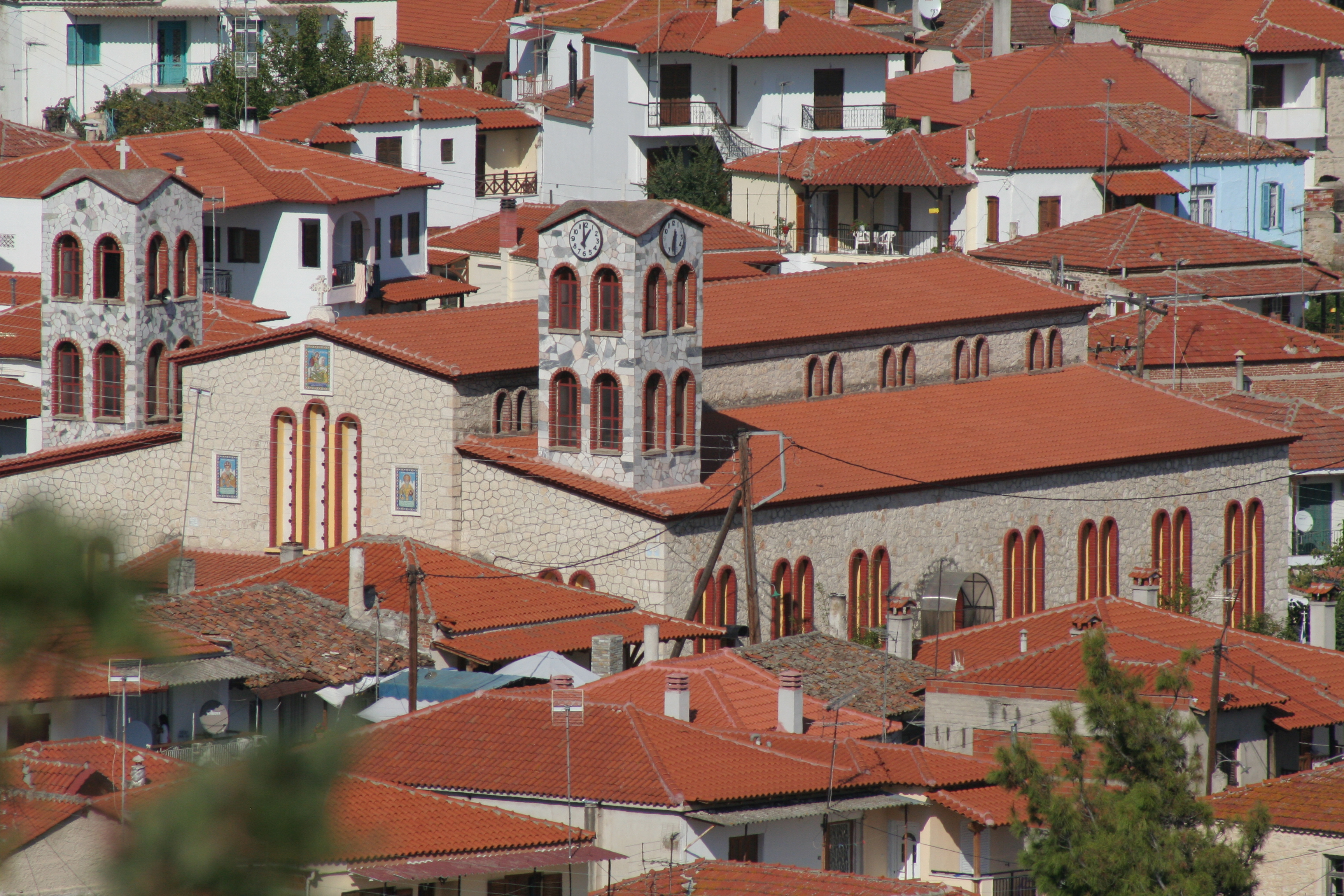
Die Hauptkirche von Agios Nikolaos im Dorfzentrum von oben

Die Lage von Agios Nikolaos lässt sich am besten beschreiben mit der umgangssprachlichen Formulierung: „mittlerer Finger (Sithonia), rechter Ansatz.“ Exakter befindet sich Agios Nikolaos auf dem nordöstlichen Ansatzgebiet der Halbinsel Sithonia an ihrem schmalsten Ost-West-Durchmesser (Isthmus von Sithonia).
Das Dorf Agios Nikolaos hat eine minimale Entfernung zum Meer (Singitischer Golf, Pyrgos Strand) von ca. 1,5 km. Das Territorium des Dorfes ist recht ausgedehnt. Im Nordosten grenzt es an das Dorf Pyrgadikia beim Salonikiou Strand (ca. 8 km von Agios Nikolaos entfernt). Im Norden grenzt Agios Nikolaos an die Nachbarortschaft Metangitsi. Im Westen ist das Dorf Nikiti benachbart. Die Südausdehnung von Agios Nikolaos erstreckt sich bis an den Armenistis Strand, welcher ein Teil des Dorfes Sarti ist (ca. 18–20 km von Agios Nikolaos entfernt). Die Küstenlänge beträgt ohne Berücksichtigung der Inseln ca. 30 km.
Die Landschaft von Agios Nikolaos ist bemerkenswert unterschiedlich. In der Ebene im Süden und Südwesten des Dorfes dominiert die Landwirtschaft kleiner Grundflächen, wobei Olivenbäume die dominierende Nutzpflanze sind. Wälder fehlen. Im weiteren Verlauf nach Süden und Südosten steigt die Bergkette des Itamos (Gebirge) auf, die sich von Norden nach Süden entlang der Längsachse von Sithonia erstreckt. Diese Bergkette ist fast vollständig von Wald bedeckt. In nordwestliche Richtung (Salonikiou Strand) sind ebenfalls bedeutende Geländeteile von Wald bedeckt. Ebenen oder niedrige Hügel werden im gesamten Dorfgebiet landwirtschaftlich genutzt. Seit den 1980er Jahren sind insbesondere an den Stränden und Küstenabschnitten Hotels, Pensionen und Häuser gebaut worden. Der höchste Punkt von Agios Nikolaos ist der Berg Karvounas (Höhe 546 m) im Südwesten in (Vourvourvou).
Einige Siedlungen gehören zu Agios Nikolaos bzw. zur Ortschaft. Diese sind:
- Vourvourou – 10 km südöstlich
- Salonikiou Beach – 8 km nordöstlich
- Ormos Panagias – 4 km ostsüdöstlich, dient als Hafen von Agios Nikolaos

## Verwaltung
Agios Nikolaos war eine unabhängige Gemeinde (Kinotita) in der Präfektur Chalkidiki. Im Rahmen der Kommunalverwaltungsreform Schedio Kapodistrias 1997 wurde Agios Nikolaos mit den Nachbargemeinden Nikiti, Neos Marmaras und Metangitsi zur Gemeinde (Munizipalität, gr. Δημος) Sithonia zusammengefasst, die 2010 ihrerseits Gemeindebezirk der erweiterten Gemeinde Sithonia wurde.

## Bevölkerung
Agios Nikolaos hat ca. 1883 Einwohner (nur das Dorf selbst). Schließt man die anderen Siedlungen im Gebiet von Agios Nikolaos ein (Vourvourou, Salonikiou Beach und Ormos Panagias) ergibt sich eine Einwohnerzahl von 2048. Fast alle Einwohner sind Griechen. Während des Aufkommens des Tourismus haben sich auch einige Nicht-Griechen in Agios Nikolaos ständig niedergelassen, beispielsweise Deutsche, Österreicher und Niederländer. Während der Urlaubszeit bzw. Ferienzeit kann die Einwohnerzahl auf bis zu 10000 steigen.

## Wirtschaft
Traditionell hatten die Einwohner von Agios Nikolaos zwei wirtschaftliche Standbeine: Landwirtschaft und Fischerei. Die Landwirtschaft beschäftigte sich vorwiegend mit der Kultivierung und Nutzung von Olivenbäumen (und Olivenölproduktion), Getreideanbau und Weinanbau. Die Fischerei beschränkte sich vorwiegend auf die umliegenden Gewässer der Singitikos Bucht und der angrenzenden Gewässer der Ägäis.
Seit den 1980er Jahren hat der Tourismus die Fischerei und Landwirtschaft als wirtschaftliches Hauptbeschäftigungsfeld abgelöst. Die Einwohner von Agios Nikolaos haben Hotels, Pensionen und Ferienwohnungen errichtet oder Grundstücke zum Zwecke einer touristischen Nutzung veräußert. Durch diese Entwicklungen ist der Lebensstandard deutlich gestiegen.

## Geschichte

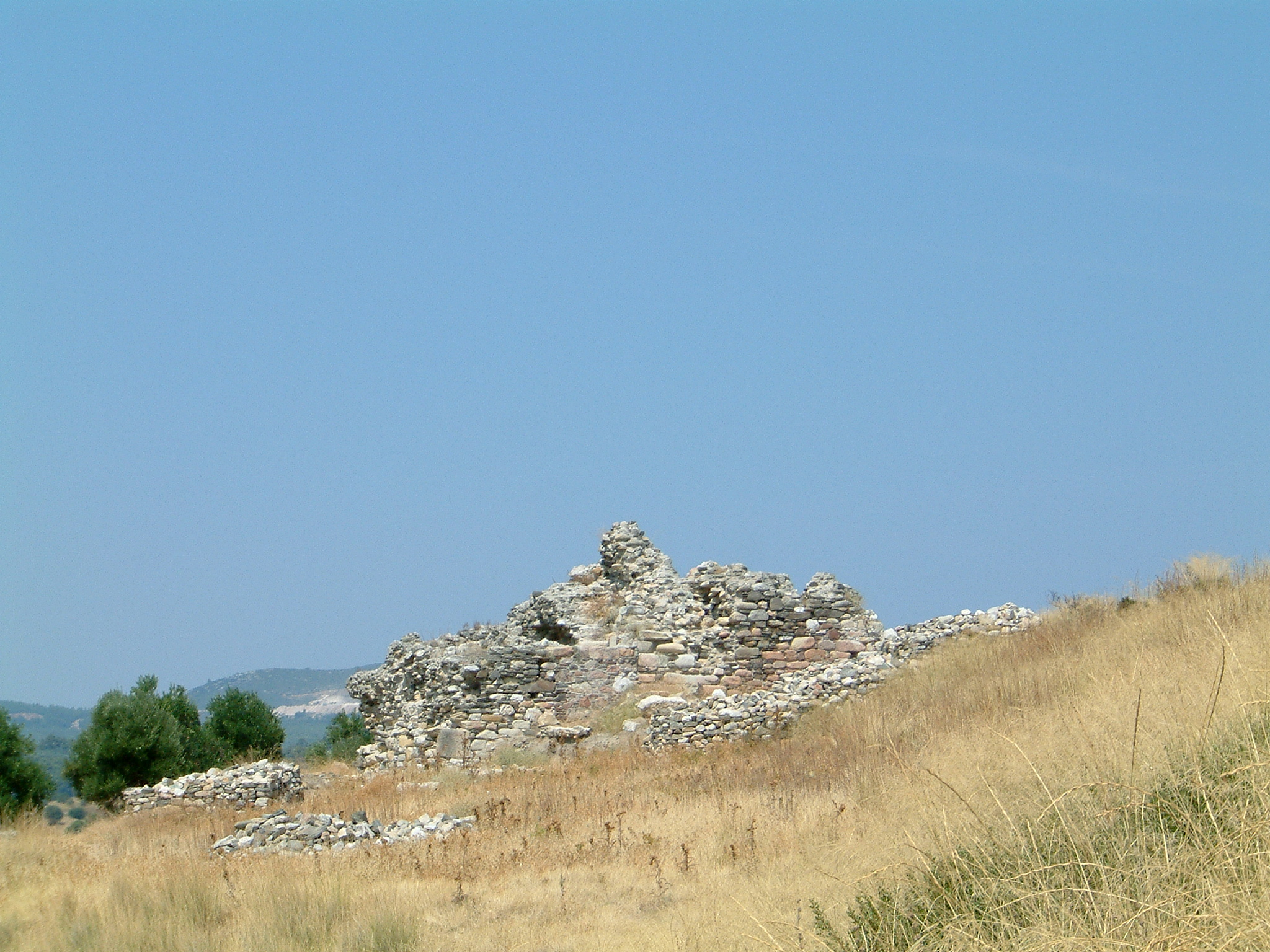
Ruine Wachturm (wahrscheinlich byzantinisch), Pirgos Strand, Agios Nikolaos, Chalkidiki

Die Geschichte des Dorfes datiert zurück auf das 16. Jahrhundert. Andere Quellen (Dorfbewohner) geben das 14. Jahrhundert als Gründungszeitpunkt des Dorfes an. Belege hierfür mittels Literatur und/oder schriftlicher Aufzeichnungen sind jedoch nicht allgemein verfügbar. Nach den Überlieferungen innerhalb der Dorfbewohner befand sich Agios Nikolaos anfänglich unmittelbar am Meer, ist aufgrund von Piratenangriffen in das Landesinnere verlegt worden. Für diese Überlieferung gibt es keine gesicherten historischen Belege, die küstenabseitige Lage vieler alter Dörfer der Chalkidiki (vgl. hierzu Position von Sykia, Nikiti und dessen ursprünglichen Dorfkern, Ormylia, Kassandria, Stagira) spräche für einen solchen Hergang. Ein Zeichen der möglichen ehemaligen Position des Dorfes sind Überreste eines wahrscheinlich byzantinischen Wachturms am Pyrgos-Strand (gr. Πύργος bzw. Pyrgos = der Turm).
Die antike Stadt Singos (welche dem Singitischen Golf den Namen gab) befand sich auf dem Territorium von Agios Nikolaos. Die wahrscheinlichste Position der antiken Stadt befindet sich auf der Livari-Halbinsel in Vourvourou, wo sich ein antiker Wall mit großen unvermörtelten Steinen befindet (Megas Teichos). Einzelne Berichte geben an dieser Position auch Überreste antiker Hafenanlagen an. Nach dem Althistoriker Michael Zahrnt ist die wahrscheinlichste Position von Singos die Bucht Pyrgos bzw. der Abschnitt Livrochio bis Pyrgos. Es gibt allerdings keine systematischen archäologischen Untersuchungen, welche diese Position mittels Ausgrabungen bestätigen oder widerlegen können. Signifikante Überreste von antiken Gebäuden sind gegenwärtig nicht vorzufinden.

## Infrastruktur

### Öffentliche Einrichtungen
Agios Nikolaos verfügt über die folgenden öffentlichen Einrichtungen:
- Polizeistation
- Gesundheitszentrum (gr. Κεντρο Υγειας ΕΣΥ); entspricht einer Poliklinik bzw. Mini-Krankenhaus mit 3 Betten
- Apotheken
- Post
- Bankautomat
- Gymnasium (griechische umfassende weiterführende Schule)
- Grundschule

Agios Nikolaos verfügt nicht über eine Bank. Die nächste Bank befindet sich in Nikiti (7 km).

### Verkehr
Agios Nikolaos liegt an der Straße, welche von Nikiti nach Sarti auf der Ostseite von Sithonia führt, sowie an der Straße, die halbkreisförmig die Nordküste der Singitikos Bucht umfährt (nach Pyrgadikia). Alle Straßen sind asphaltiert.
Eine Eisenbahnverbindung ist nicht vorhanden (Chalkidiki hat überhaupt keine Eisenbahn). Der nächste Bahnhof ist der Hauptbahnhof von Thessaloniki.
Ormos Panagias dient als Hafen von Agios Nikolaos. Beispielsweise werden dort tägliche Kreuzfahrten entlang der Westküste von Athos angeboten. Auch die meisten Fischerboote des Dorfes sind in Ormos Panagias beheimatet.
Eine Anbindung an den Luftverkehr erfolgt durch den Flughafen Thessaloniki.
Busverbindungen (KTEL; gr. ΚΤΕΛ) sind das öffentliche Hauptverkehrsmittel in Agios Nikolaos, der Chalkidiki und in Griechenland überhaupt. Tägliche Verbindungen (mindestens 3 pro Tag im Sommer) existieren mit den Zielen Thessaloniki, Sarti, Polygyros und Nea Moudania. Im Winter ist die Anzahl der Verbindungen pro Tag niedriger.

### Architektur
Agios Nikolaos ist vorwiegend eine Ortschaft mit traditionell aus Stein erbauten Häusern mit charakteristischer makedonisch-nordgriechischer Bauweise. Eine Vielzahl von traditionell errichteten Häusern ist allerdings durch Um- oder Neubauten von modernen Häusern ersetzt worden. Einerseits ist dies auf vermehrte Ansprüche an die Lebensqualität begründet, andererseits bieten modernere Bauten eine deutlich besseren Schutz gegen Erdbeben.

## Sehenswürdigkeiten

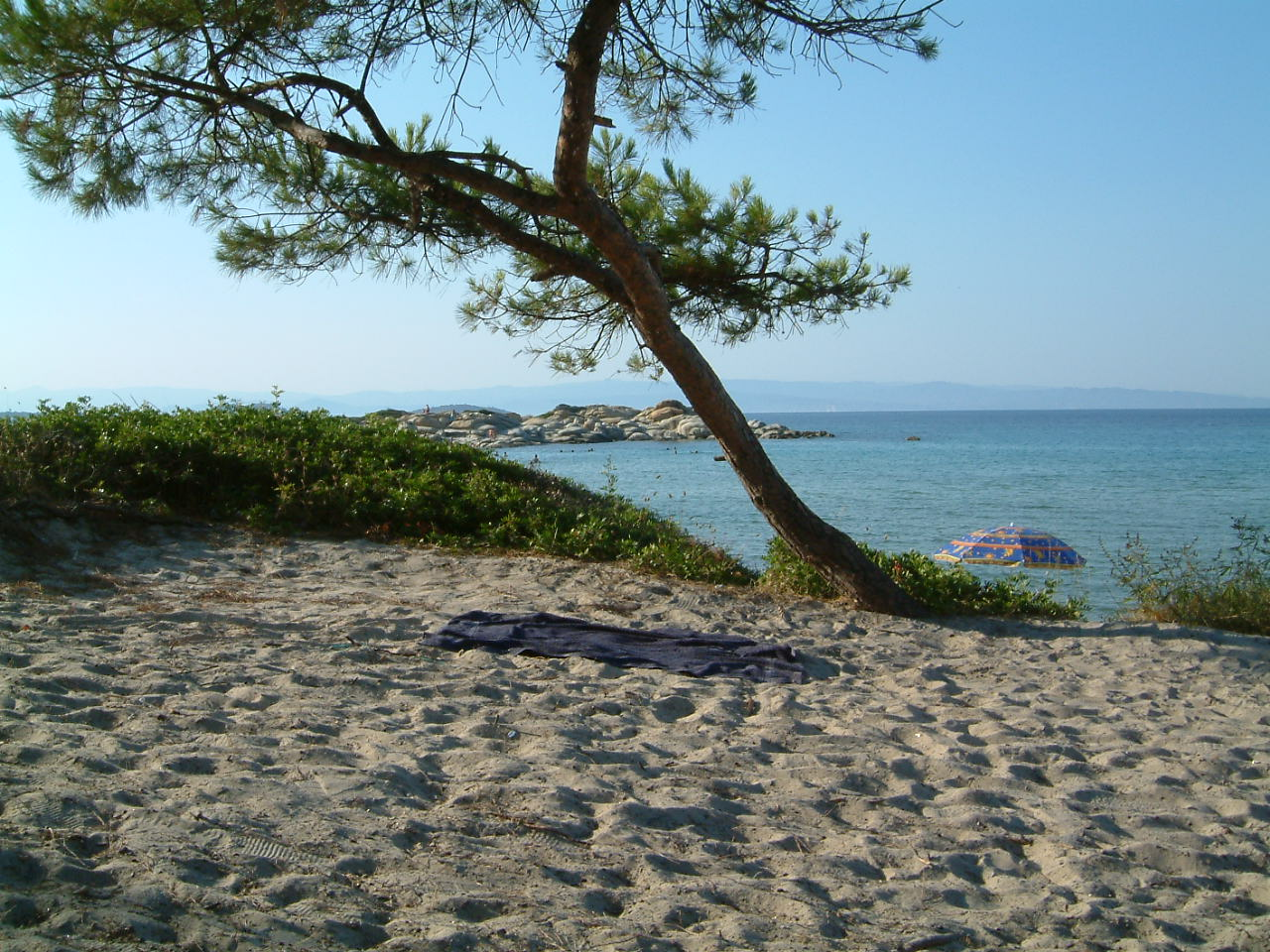
Strand in Vourvourou, Agios Nikolaos, Chalkidiki

Antike Überreste, die eine Besichtigung Wert sind, existieren nicht.

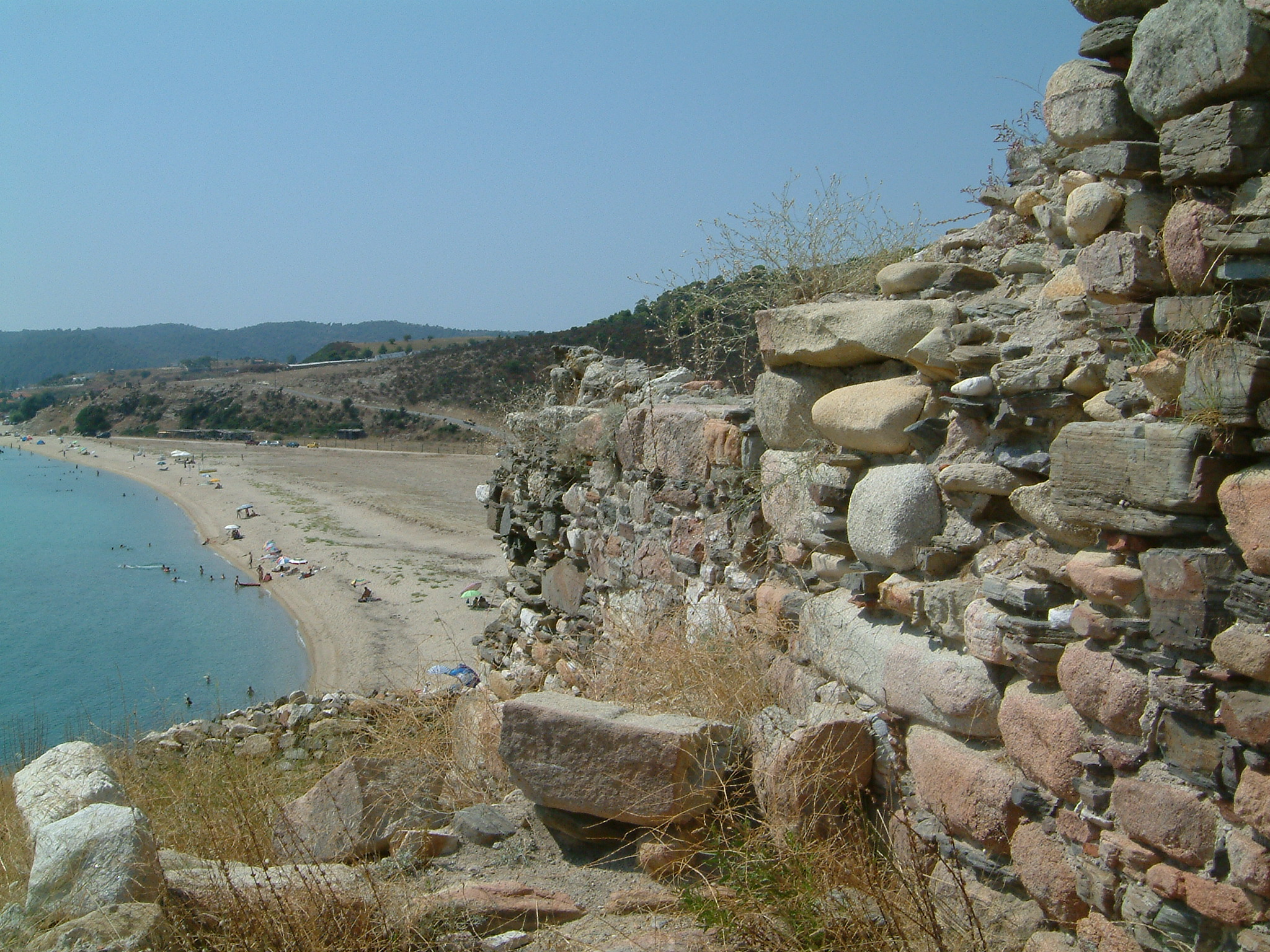
Pirgos Strand, mit Turmruine, Agios Nikolaos, Chalkidiki

- Byzantinischer Wachturm am Pyrgos-Strand (nur Ruinen vorhanden)
- Antiker Wall „Mega Teichos“ in Vourvourou (Livari-Halbinsel)

Agios Nikolaos verfügt über eine große Anzahl von bemerkenswerten Stränden (Auswahl):
- Salonikiou Strand
- Pyrgos Stand
- Livrochio Strand
- Latoura Strand
- Lagonisi Strand
- Livari Strand
- Vourvourou Strand
- Karidi Strand
- Zografou Strand
- Galana Nera, eine Wasserenge zwischen den Inseln Diaporos und Agios Isidoros.

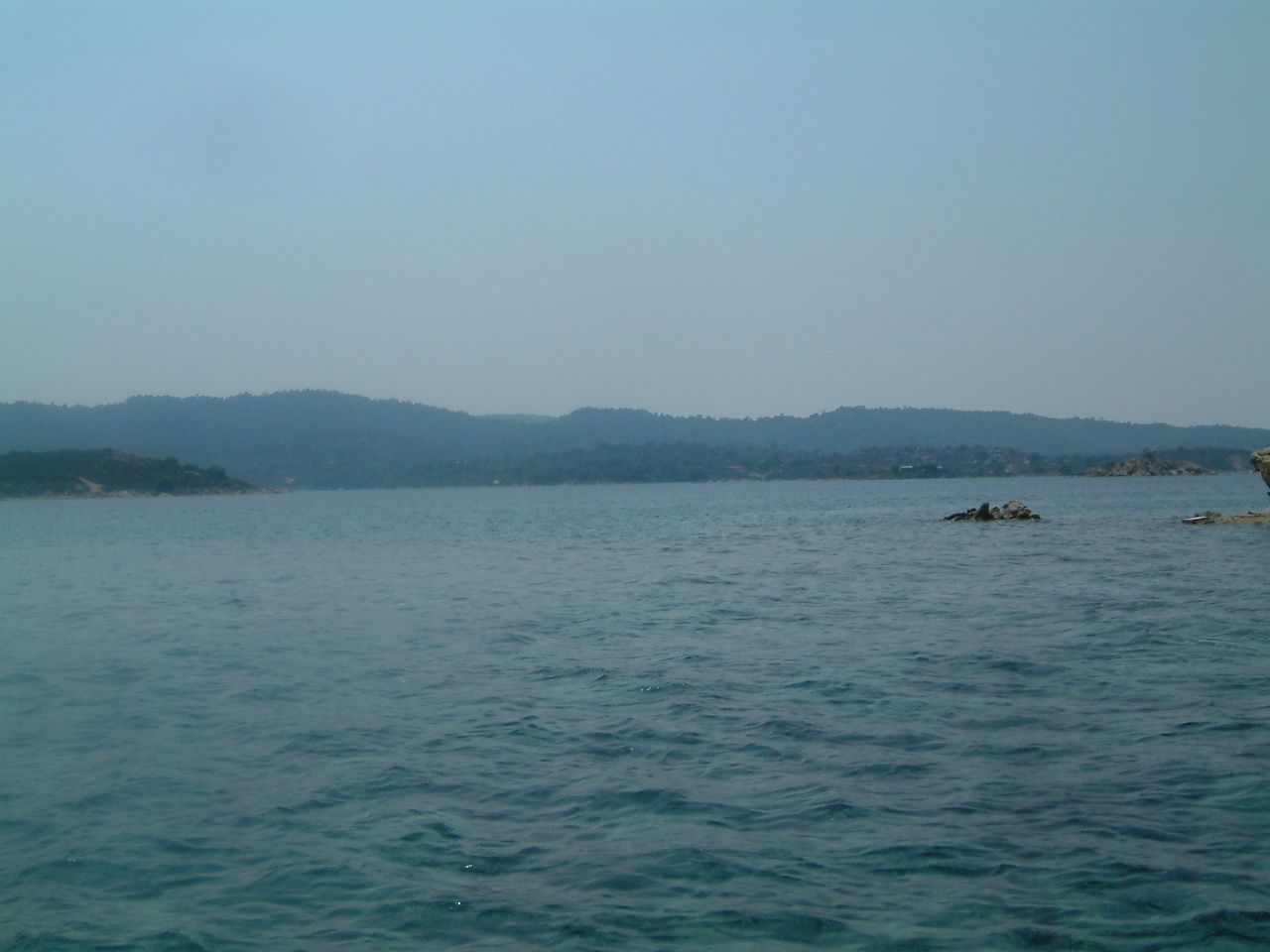
Kalomonisia Inseln und Diaporos Insel, Vourvourou, Chalkidiki

Neben den Stränden finden sich in der Bucht von Vourvourou neun Inseln, welche der Vourvourou Bucht die Charakteristik einer Lagunenlandschaft verleihen:
- Diaporos. Dies ist die größte Insel. Sie ist teilweise bewohnt.
- Kalogria
- Kalomonisia. Die kleinsten Inseln in der Bucht von Vourvourou.
- Agios Isidoro. Die östlichste Insel in der Bucht von Vourvourou.